# Championnats du monde de voile
 (septembre 2024).
Si vous disposez d'ouvrages ou d'articles de référence ou si vous connaissez des sites web de qualité traitant du thème abordé ici, merci de compléter l'article en donnant les références utiles à sa vérifiabilité et en les liant à la section « Notes et références ».
Les championnats du monde de voile sont créés en 1956.

## Éditions
| N° | Édition | Ville                                                                                            | Pays                                                                       | Date                             |
| -- | ------- | ------------------------------------------------------------------------------------------------ | -------------------------------------------------------------------------- | -------------------------------- |
| 61 | 2023    | La Haye                                                                                          | Pays-Bas                                                                   | 10 au 20 août 2023               |
| 60 | 2018    | Aarhus                                                                                           | Danemark                                                                   | 30 juillet - 12 août 2018        |
| 59 | 2014    | Santander                                                                                        | Espagne                                                                    | 8 septembre - 21 septembre 2014  |
| 58 | 2013    |                                                                                                  |                                                                            |                                  |
| 57 | 2012    |                                                                                                  |                                                                            |                                  |
| 56 | 2011    | Perth                                                                                            | Australie                                                                  | 3 - 18 décembre 2011             |
| 55 | 2010    | Kerteminde Hayling Island La Haye Bahama Island Rio de Janeiro San Francisco Travemunde Lelystad | Danemark Royaume-Uni Pays-Bas Bahamas Brésil États-Unis Allemagne Pays-Bas |                                  |
| 54 | 2009    |                                                                                                  |                                                                            |                                  |
| 53 | 2008    | Auckland Terrigal Melbourne Miami Skovshoved                                                     | Nouvelle-Zélande Australie États-Unis Danemark                             |                                  |
| 52 | 2007    | Cascais                                                                                          | Portugal                                                                   | 28 juin - 13 juillet 2007        |
| 51 | 2006    |                                                                                                  |                                                                            |                                  |
| 50 | 2005    | Fortalezal San Francisco Melbourne Puerto de Olivos Moscou La Rochelle Mondsee                   | Italie États-Unis Australie Argentine Russie France Autriche               |                                  |
| 49 | 2004    |                                                                                                  |                                                                            |                                  |
| 48 | 2003    | Cadix                                                                                            | Espagne                                                                    | 13 septembre - 24 septembre 2003 |
| 47 | 2002    |                                                                                                  |                                                                            |                                  |
| 46 | 2001    |                                                                                                  |                                                                            |                                  |
| 45 | 2000    |                                                                                                  |                                                                            |                                  |
| 44 | 1999    |                                                                                                  |                                                                            |                                  |
| 43 | 1998    |                                                                                                  |                                                                            |                                  |
| 42 | 1997    | Sfax                                                                                             | Tunisie                                                                    | 24 Décembre 1997                 |
| 41 | 1996    | La Rochelle                                                                                      | France                                                                     | 1er mai 1996                     |
| 40 | 1995    | Melbourne                                                                                        | Australie                                                                  | 9 janvier 1995                   |
| 39 | 1994    | Pärnu                                                                                            | Estonie                                                                    | 12 août 1994                     |
| 38 | 1993    | Bangor                                                                                           | Royaume-Uni                                                                | 9 juillet 1993                   |
| 37 | 1992    | Cadix                                                                                            | Espagne                                                                    | 7 mai 1992                       |
| 36 | 1991    | Kingston                                                                                         | Canada                                                                     | 22 août 1991                     |
| 35 | 1990    | Porto Carras                                                                                     | Grèce                                                                      | 5 juillet 1990                   |
| 34 | 1989    | Alassio                                                                                          | Italie                                                                     | 6 avril 1989                     |
| 33 | 1988    | Ilha Bela                                                                                        | Brésil                                                                     | 31 janvier 1988                  |
| 32 | 1987    | Kiel                                                                                             | Allemagne                                                                  | 26 juin 1987                     |
| 31 | 1986    | El Arenal                                                                                        | Espagne                                                                    | 5 juillet 1986                   |
| 30 | 1985    | Marstrand                                                                                        | Suède                                                                      | 26 juin 1985                     |
| 29 | 1984    | Anzio                                                                                            | Italie                                                                     | 17 mai 1984                      |
| 28 | 1983    | Milwaukee                                                                                        | États-Unis                                                                 | 11 août 1983                     |
| 27 | 1982    | Medemblik                                                                                        | Pays-Bas                                                                   | 9 septembre 1982                 |
| 26 | 1981    | Grömitz                                                                                          | Allemagne de l'Ouest                                                       | 5 juillet 1981                   |
| 25 | 1980    | Auckland                                                                                         | Nouvelle-Zélande                                                           | 18 février 1980                  |
| 24 | 1979    | Weymouth                                                                                         | Royaume-Uni                                                                | 5 septembre 1979                 |
| 23 | 1978    | Manzanillo                                                                                       | Mexique                                                                    | 16 novembre 1978                 |
| 22 | 1977    | Palamós                                                                                          | Espagne                                                                    | 6 octobre 1977                   |
| 21 | 1976    | Brisbane                                                                                         | Australie                                                                  | 2 janvier 1976                   |
| 20 | 1975    | Malmö                                                                                            | Suède                                                                      | 10 juin 1975                     |
| 19 | 1974    | Long Beach                                                                                       | États-Unis                                                                 | 10 août 1974                     |
| 18 | 1973    | Brest                                                                                            | France                                                                     | 14 juillet 1973                  |
| 17 | 1972    | Anzio                                                                                            | Italie                                                                     | 25 juin 1972                     |
| 16 | 1971    | Toronto                                                                                          | Canada                                                                     | 1er octobre 1971                 |
| 15 | 1970    | Cascais                                                                                          | Portugal                                                                   | 14 août 1970                     |
| 14 | 1969    | Hamilton                                                                                         | Bermudes                                                                   | 2 octobre 1969                   |
| 13 | 1968    | Whitstable                                                                                       | Royaume-Uni                                                                | 8 juillet 1968                   |
| 12 | 1967    | Hanko                                                                                            | Finlande                                                                   | 6 août 1967                      |
| 11 | 1966    | La Baule                                                                                         | France                                                                     | 21 août 1966                     |
| 10 | 1965    | Gdynia                                                                                           | Pologne                                                                    | 22 juillet 1965                  |
| 9  | 1964    | Torquay                                                                                          | Royaume-Uni                                                                | 18 juillet 1964                  |
| 8  | 1963    | Medemblik                                                                                        | Pays-Bas                                                                   | 12 août 1963                     |
| 7  | 1962    | Tønsberg                                                                                         | Norvège                                                                    | 6 août 1962                      |
| 6  | 1961    | Travemünde                                                                                       | Allemagne de l'Ouest                                                       | 14 août 1961                     |
| 5  | 1960    | Torquay                                                                                          | Royaume-Uni                                                                | 4 juin 1960                      |
| 4  | 1959    | Hellerup                                                                                         | Danemark                                                                   | 4 août 1959                      |
| 3  | 1958    | Zeebruges                                                                                        | Belgique                                                                   | 1er mai 1958                     |
| 2  | 1957    | Karlstad                                                                                         | Suède                                                                      | 3 août 1957                      |
| 1  | 1956    | Burnham                                                                                          | Royaume-Uni                                                                | 29 mars 1956                     |

Gagnant